# Kleine helmkruidhaan
De kleine helmkruidhaan (Chrysolina sanguinolenta), ook wel roodgezoomd goudhaantje, is een keversoort uit de familie bladkevers (Chrysomelidae). De wetenschappelijke naam van de soort werd als Chrysomela sanguinolenta in 1758 gepubliceerd door Carl Linnaeus.